# تیتلشال
تیتلشال (به انگلیسی: Tittleshall) یک روستا و محله مدنی در بریتانیا است که در منطقه برکلند واقع شده‌است. تیتلشال ۱۳٫۸۲ کیلومتر مربع مساحت و ۴۰۶ نفر جمعیت دارد.